# Joseph Pedlosky
Joseph Pedlosky (* 7. April 1938 in Paterson, New Jersey) ist ein US-amerikanischer Meteorologe und Ozeanograph, der sich mit geophysikalischer Hydrodynamik befasst.
Pedlosky studierte am Massachusetts Institute of Technology (MIT) mit dem Bachelor- und Masterabschluss 1960 und der Promotion 1963 bei Jule Charney (The stability of currents in the atmosphere and the ocean). Zuvor war er 1960/61 als Fulbright Fellow am International Institute of Meteorology in Stockholm. 1963 wurde er Assistant Professor, 1967 Associate Professor in der Fakultät für Mathematik des MIT. 1968 bis 1972 war er Associate Professor für Meteorologie und 1972 bis 1979 war er Professor für geophysikalische Hydrodynamik an der University of Chicago. 1979 wurde er Senior Scientist und Doherty Professor für physische Ozeanographie an der Woods Hole Oceanographic Institution, an der er 2007 emeritiert wurde. Danach war er dort Senior Scientist Emeritus.
Er befasste sich besonders mit der nichtlinearen Mechanik geophysikalisch wichtiger Flüssigkeiten und der Frage von deren Stabilität (barokline Instabilität, Thermokline im Ozean), nichtlinearer Dynamik von Wellen endlicher Amplitude, Zirkulation im Ozean (besonders Ozeanwirbel in mittleren Breiten, äquatoriale Zirkulation der Ozeane, Tiefsee-Zirkulation). 
Er ist Mitglied der National Academy of Sciences (1985), der American Association for the Advancement of Science, der American Academy of Arts and Sciences (1996) und auswärtiges Mitglied der Academia Europaea (2000). 1967/68 war er Sloan Research Fellow und 1977/78 Guggenheim Fellow (in Woods Hole). 1984/85 und 1994/95 war er Gastwissenschaftler am Studio delle Grandi Masse in Venedig. 1970 erhielt er den Meisinger Award und 2009 den Bernard Haurwitz Award der American Meteorological Society, deren Fellow er ist, und 2011 die Maurice Ewing Medal der American Geophysical Union, deren Fellow er ebenfalls ist. 2005 erhielt er die Sverdrup Gold Medal für Entwicklungen in geophysikalischer Hydrodynamik, einschließlich der Theorie baroklinischer Instabilität und Ozean-Zirkulation, die durch Wind und Auftrieb angetrieben wird (Laudatio).

## Schriften (Auswahl)
- Geophysical Fluid Dynamics, Springer 1979, 2. Auflage 1987
- Ocean Circulation Theory, Springer 1998
- Waves in the Ocean and Atmosphere: Introduction to Wave Dynamics, Springer 2003